# 톨리우드

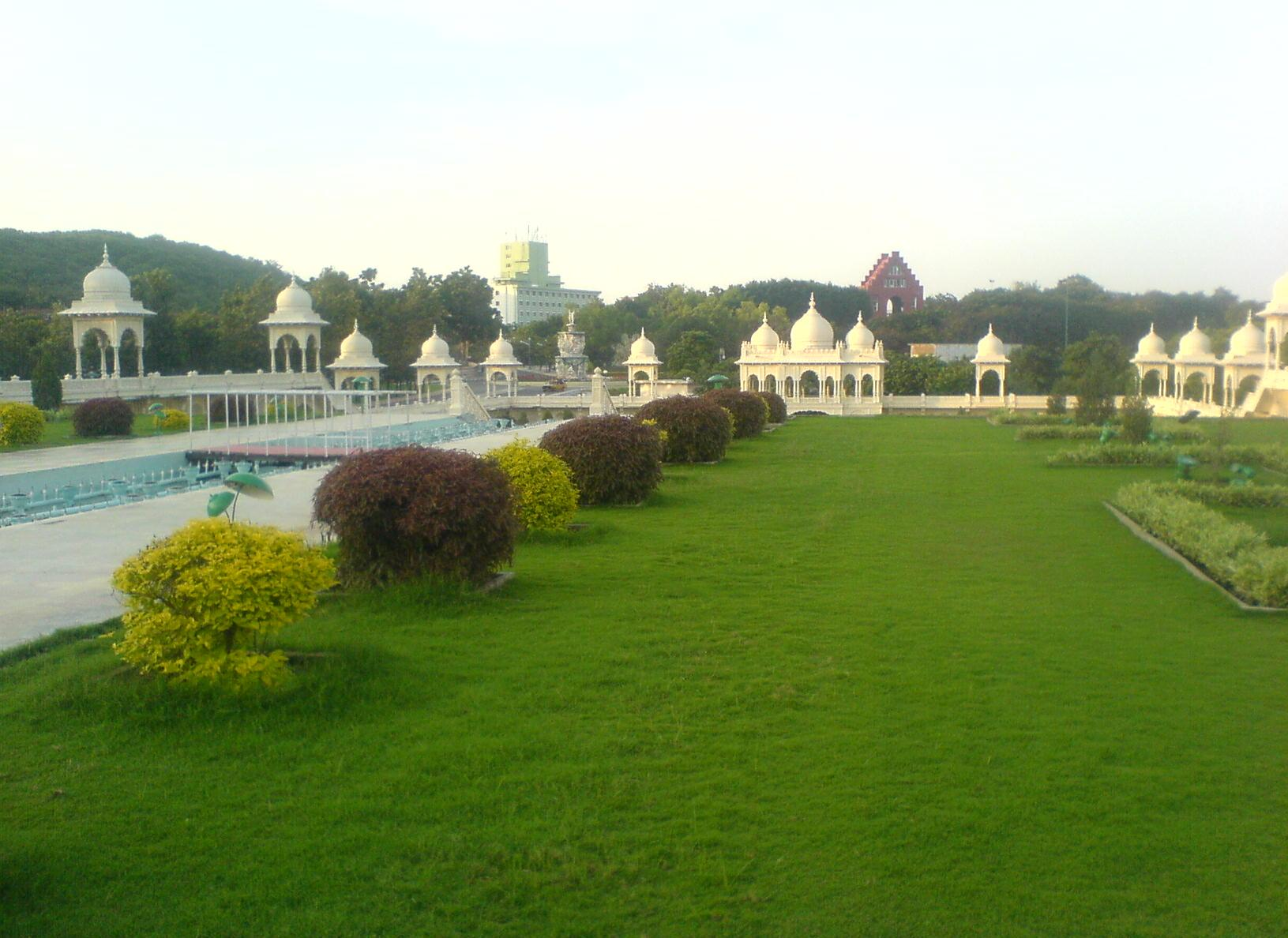

톨리우드(영어: Tollywood)는 인도 하이데라바드 지방의 영화 산업을 일컫는 비공식 이름으로, 텔루구어로 제작된다.
안드라프라데시주 및 텔랑가나주에서 널리 사용되는 텔루구어로 영화 제작에 전념하는 인도 영화 부문이다. 텔루구 영화관은 하이데라바드의 필름 나가르(Film Nagar)에 기반을 두고 있다. 2021년 기준 텔루구 영화는 흥행 측면에서 인도에서 가장 큰 영화 산업이다. 텔루구 영화는 2022년에 23.3 crore(2억 3300만)의 티켓을 판매했으며, 이는 인도의 다양한 영화 산업 중 가장 높은 수치이다.